# Sydsudans fotbollsförbund
Sydsudans fotbollsförbund, officiellt South Sudan Football Association, är ett specialidrottsförbund som organiserar fotbollen i Sydsudan.
Förbundet grundades 2011 och gick med i Caf 2012. De anslöt sig till Fifa år 2012. Sydsudans fotbollsförbund har sitt huvudkontor i staden Juba.